# Alberto Sordi
Alberto Sordi (15. června 1920, Řím – 25. února 2003, Řím) byl italský herec, zpěvák, skladatel, komik, scenárista a režisér. Získal Zlatý glóbus za roli ve filmu Il diavolo z roku 1963, Stříbrného lva na festivalu v Berlíně za roli ve snímku Detenuto in attesa di giudizio z roku 1961, sedmkrát získal nejprestižnější italskou filmovou cenu Ente David di Donatello. V Itálii patřil k nejpopulárnějším hercům 2. poloviny 20. století.

## Život

### Mládí
Narodil se v Římě, ve čtvrti Trastevere, do rodiny učitele a hudebníka Pietra Sordiho. Matka Marie Righettiová byla učitelkou na základní škole. Alberto byl posledním z pěti dětí a byl pojmenován na počest staršího sourozence, který zemřel několik dní po narození. S matkou ho pojil velmi úzký vztah až do pozdního věku.
Už ve škole účinkoval v dětském divadle a zpíval ve sboru. V roce 1936 se zapsal na akademii dramatických umění v Miláně, ale byl vyloučen kvůli svému silnému římskému přízvuku. Po návratu do Říma si našel práci ve filmových ateliérech Cinecittà jako komparzista. Objevil se v malé roli římského vojáka ve svém prvním filmu Pád Kartága (Scipione l'africano). V roce 1937 vyhrál konkurz na dabing do amerického filmu organizovaný společností Metro-Goldwyn-Mayer. Byl vybrán, aby namluvil komika Olivera Hardyho a jeho výkon mu přinesl další příležitosti. Jako dabér pracoval až do roku 1956.
V roce 1938 podepsal smlouvu na svou první filmovou roli v historické romanci Princezna Tarakanova. Až do roku 1940 se Sordi pokoušel hrát divadlo v různých společnostech. V roce 1940 byl povolán do armády, ale i během vojenské služby se věnoval umělecké kariéře. Hrál v divadle, filmu, účinkoval v rozhlase. Právě rozhlasové scénky a pořady mu v letech 1946 až 1953 přinesly první veřejné úspěchy. Proslavil se jako hostitel známých osobností v poválečném rozhlasovém pořadu Hovoří k vám Alberto Sordi.
Na divadelní scéně se objevil naposledy v sezóně 1952–1953. Na počátku čtyřicátých let napsal několik písní pod pseudonymem Maestro Gambara, které sám interpretoval.

### Filmová kariéra a popularita
Více než deset let hrál Sordi pouze menší role v asi dvaceti filmech. V roce 1952 mu režisér Fellini nabídl hlavní roli v komedii Bílý šejk (Lo sceicco bianco). Sordi byl zklamán, že film měl jen malý ohlas, ale už v následujícím roce účinkoval v dalším Felliniho filmu Darmošlapové ( I Vitelloni). Komerční úspěch a velkou popularitu mu však přinesl film Un giorno in pretura (1953), ve kterém Sordi vytvořil postavu Nando Mericoniho, římského chlapce obdivujícího vše americké. V dalších letech Sordi točil až 10 filmů ročně. Účinkoval především v komediích, v nichž vytvořil mnoho postav s typickými prvky národního italského charakteru. Uplatňoval při tom i své muzikální schopnosti. K jeho nejlepším filmům z tohoto období patří válečná komedie Velká válka (La grande guerra), která získala Zlatého lva na MFF v Benátkách v roce 1959. Jeho komické herectví mělo mnoho obdivovatelů, ale i odpůrců a kritiků.

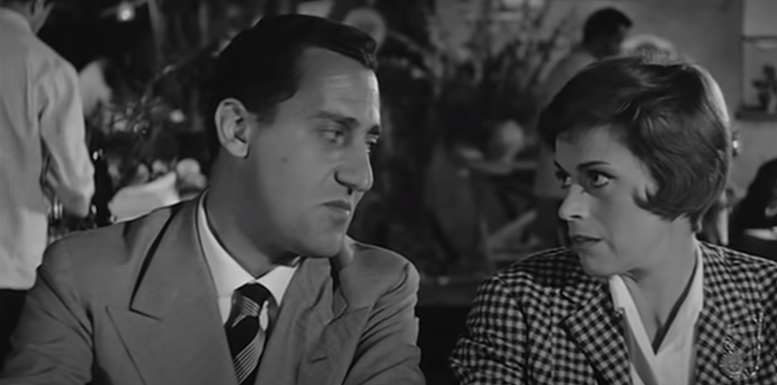
Sordi ve filmu Il Vedovo (1959)

Na přelomu padesátých a šedesátých let se Sordiho herectví proměnilo, začal vytvářet dramatičtější a tragikomické postavy. Patří sem důstojník Alberto Innocenzi ve filmu Všichni domů (Tutti a casa, 1960), zadlužený podnikatel ve filmu Boom (Il boom, 1963) nebo lékař ve filmu Doktor na pokladnu (Il medico della mutua, 1968).
Vytvořil stovky postav, jeho herecký rejstřík byl široký, mimořádné výkony podával i v průměrných filmech. V roce 1972 získal Stříbrného medvěda na filmovém festivalu v Berlíně za roli ve filmu Zatčen na hranici (Lo scopone scientifico). Jednou z divácky nejúspěšnějších komedií se stal film Hezký charakterní Ital v Austrálii hledá krajanku za účelem sňatku (Bello, onesto, emigrato Australia sposerebbe compaesana illibata) z roku 1971. V herecké kreaci Sordi s ironickým nadhledem zvýraznil charakteristické prvky italské povahy. Kritika vysoce ocenila také jeho výkon ve filmu Měšťáček (Un borghese piccolo piccolo) z roku 1977. Úspěšná byla historická komedie Markýz del Grillo (Il marchese del Grillo) z roku 1981, ve které Sordi hrál dvojroli římského šlechtice a obyčejného uhlíře.
Alberto Sordi hrál během své aktivní kariéry v asi 180 filmech. Do několika filmů složil písně, některé z nich sám interpretoval.
Od roku 1966 se věnoval také režii. Natočil celkem 19 filmů, na většině se podílel i po stránce scenáristické. V některých hrál i hlavní roli, např. Dokud je válka, je ještě naděje ( Fino c'è guerra c'è speranza , 1974), Vím, že víš, že vím (Io so che tu sai che io so, 1982) nebo Taxikář (Il tassinaro, 1983). Posledním filmem, který režíroval byl Incontri proibiti, 1998).
V osmdesátých letech nastal určitý pokles popularity související s menším zájmem o italské komedie.

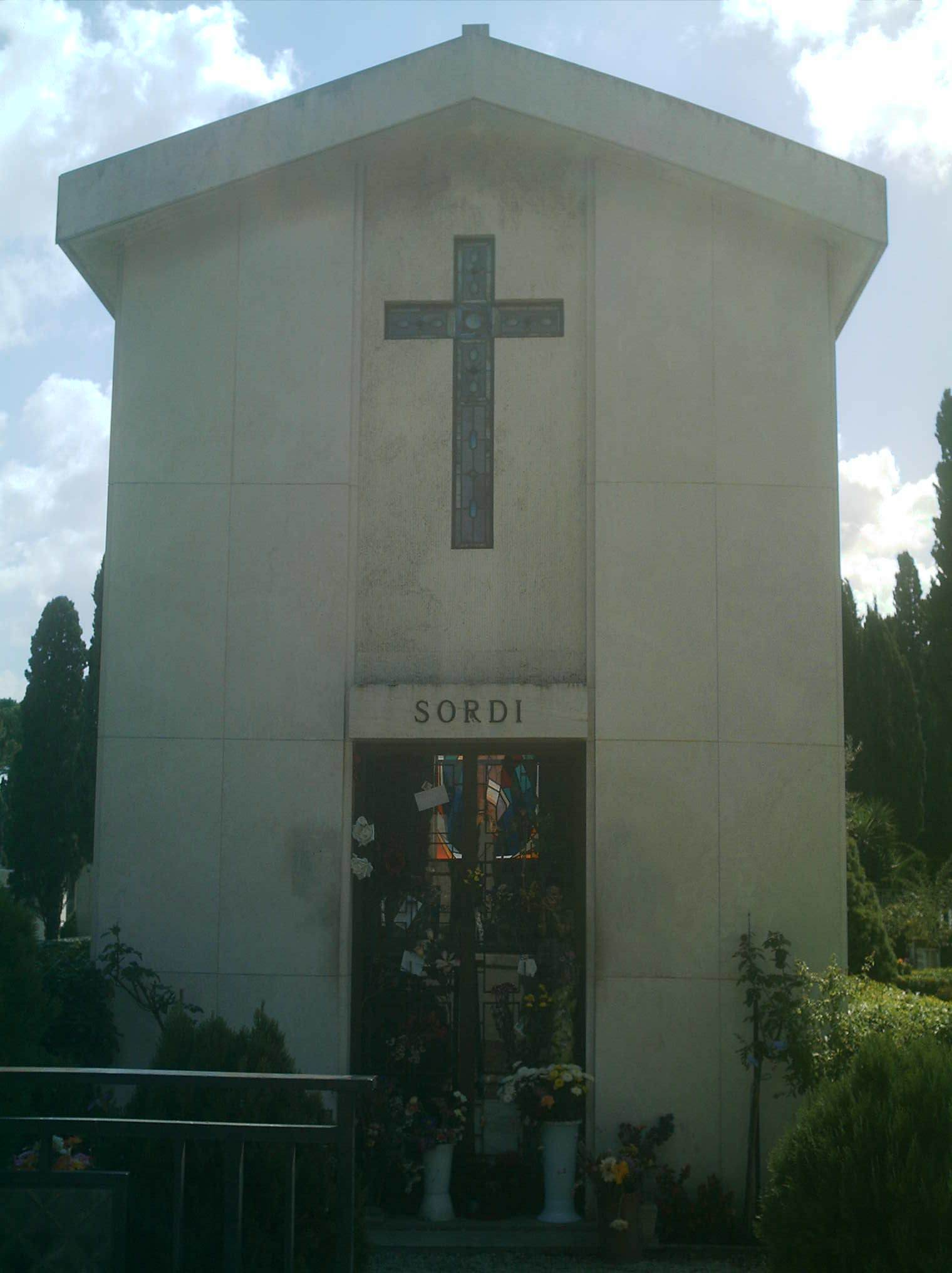
hrobka rodiny Sordi

V Itálii mělo na Sordiho popularitě velký podíl i jeho vystupování v televizi. Účinkoval v řadě televizních pořadů a také vytvořil jako režisér a moderátor čtyři epizody programu Storia di un italiano (1979–1986).

### Osobní život
Sordi byl, co se týče jeho soukromého života, diskrétní. Navzdory tomu, že se nikdy neoženil ani neměl děti, měl Sordi několik vztahů, včetně devítiletého románku s herečkou Andreinou Pagnani, která byla téměř o 14 let starší než on.
Sordi byl vychován jako římský katolík. Finančně podporoval organizace zaměřené na lékařskou pomoc a péči o staré lidi.
Sordi byl také velkým fanouškem fotbalového týmu AS Řím.
V Římě prožil prakticky celý život. Od roku 1958 žil až do své smrti ve vile na via Druso v areálu Cararallových lázní společně se svými sestrami a bratrem.

### Nemoc a smrt
V roce 2001 byla Sordimu diagnostikována rakovina plic. Od té doby omezil své veřejné aktivity. Jedno z posledních vystoupení měl v televizi v prosinci 2001.
Zemřel na zápal plic a bronchitidu ve svém domě v Římě dne 24. února 2003. Rakev byla vystavena dva dny ve zbrojnici Kapitolu, kam se s ním přišlo rozloučit obrovské množství příznivců. Pohřeb se konal 27. února v bazilice sv. Jana v Lateráně za přítomnosti více než 250 000 lidí. Je uložen v rodinné hrobce na Monumentálním hřbitově ve Veranu. Epitaf na náhrobku Sor Marchese, è l'ora je výrok převzatý z jednoho z jeho nejslavnějších filmů, Il marchese del Grillo.

## Citát
| „              | Ve filmech zosobnil průměrného Itala s jeho klady i slabostmi, troškou zlomyslnosti a cynismu, ale i veselostí, nezdolným optimismem a velkorysostí v těžkých dobách. | “ |
| — Ettore Scola | |   |

## Ocenění
V roce 1994 mu byl udělen rytířský velkokříž Řádu za zásluhy italské republiky.
V průběhu života dosáhl na několik významných ocenění za uměleckou činnost, mezi nimi:
- Donatellův David – 7x jako nejlepší herec v hlavní roli (1960, 1961, 1966, 1969, 1972, 1973, 1977), 1x za celoživotní dílo
- Stříbrná stuha – 1x jako nejlepší herec ve vedlejší roli (1954), 3x jako nejlepší herec v hlavní roli (1956, 1960, 1977), 1x za celoživotní dílo (1995), 1x speciální (posmrtně 2003)
- Zlatý glóbus – zvláštní cena poroty (1960), 1x nejlepší herec v komedii nebo muzikálu (1964), 3x nejlepší herec ve vedlejší roli (1969, 1981, 1982), 1x cena za celoživotní dílo (2000)
- Benátský filmový festival – zvláštní cena za interpretaci (1959), Zlatý lev za celoživotní dílo (1995)
- Berlínský filmový festival – Stříbrný medvěd pro nejlepšího herce (1972)
- Mezinárodní filmový festival v Moskvě – zvláštní cena za přínos kinematografii (1983)
- Leggio d’oro – zvláštní uznání (1995) za filmový a televizní dabing

## Filmografie
- Scipione l'africano (1937)
- Il feroce Saladino (1937)
- La principessa Tarakanova (1938)
- La notte delle beffe (1939)
- Cuori nella tormenta (1940)
- Le signorine della villa accanto (1941)
- Giarabub (1942)
- La signorina (1942)
- I tre aquilotti (1942)
- Casanova farebbe così! (1942)
- Sant'Elena piccola isola (1943)
- Chi l'ha visto? (1943)
- Tre ragazze cercano marito (1944)
- Circo equestre Za-Bum (1944)
- L'innocente Casimiro (1945)
- Le miserie del signor Travet (1945)
- Il Passatore (1946)
- Il delitto di Giovanni Episcopo (1947)
- Il vento m'ha cantato una canzone (1947)
- Che tempi! (1948)
- Pod římským sluncem (Sotto il sole di Roma, 1948)
- Mamma mia, che impressione! (1951)
- Cameriera bella presenza offresi... (1951)
- È arrivato l'accordatore (1952)
- Totò e i re di Roma (1952)
- Bílý šejk  (Lo sceicco bianco) (1952)
- Darmošlapové (I vitelloni) (1953)
- Canzoni, canzoni, canzoni (1953)
- Ci troviamo in galleria (1953)
- Due notti con Cleopatra (1953)
- Amori di mezzo secolo (1953)
- Un giorno in pretura (1953)
- Tempi nostri (1954)
- Il matrimonio (1954)
- Via Padova 46 (1954)
- Tripoli, bel suol d'amore (1954)
- Gran Varietà (1954)
- Allegro squadrone (1954)
- Il seduttore (1954)
- Accadde al commissariato (1954)
- Una parigina a Roma (1954)
- Un americano a Roma (1954)
- L'arte di arrangiarsi (1955)
- Il segno di Venere (1955)
- Buonanotte... avvocato! (1955)
- Un eroe dei nostri tempi (1955)
- La bella di Roma (1955)
- Accadde al penitenziario (1955)
- Bravissimo (1955)
- Piccola posta (1955)
- Lo scapolo (1955)
- I pappagalli (1955)
- Guardia, guardia scelta, brigadiere e maresciallo (1956)
- Mio figlio Nerone (1956)
- Mi permette, babbo! (1956)
- Era di venerdì 17 (1956)
- Arrivano i dollari! (1956)
- Souvenir d'Italie (1957)
- Il conte Max (1957)
- A Farewell to Arms (1957)
- Il medico e lo stregone (1957)
- Ladro lui, ladra lei (1957)
- Il marito (1958)
- Fortunella (1958)
- Domenica è sempre domenica (1958)
- Le septième ciel (1958)
- Venezia, la luna e tu (1958)
- Racconti d'estate (1958)
- Nella città l'inferno (1958)
- Oh, que Mambo! (1959)
- Policarpo, ufficiale di scrittura (1959, cameo)
- Il moralista (1959)
- I magliari (1959)
- Vacanze d'inverno (1959)
- Costa Azzurra (1959)
- Velká válka  (La grande guerra) (1959)
- Il vedovo (1959)
- Brevi amori a Palma di Majorca (1959)
- Gastone (1959)
- Tutti a casa (1960)
- Il vigile (1960)
- Crimen (1960)
- I due nemici (1961)
- The Last Judgement (1961)
- Una vita difficile (1961)
- Il commissario (1962)
- Mafioso (1962)
- Il diavolo (1962)
- Il Boom (1963)
- Il maestro di Vigevano (1963)
- Tentazioni proibite (1963)
- La mia signora (1964)
- Il disco volante (1964)
- I tre volti (1964)
- Báječní muži na létajících strojích (1965)
- I complessi (1965)
- Thrilling (1965)
- Made in Italy (1965)
- Fumo di Londra (1966)
- I nostri mariti (1966)
- Le fate (1966)
- Scusi, lei è favorevole o contrario? (1966)
- Le streghe (1967)
- Un italiano in America (1967)
- Il medico della mutua (1968)
- Riusciranno i nostri eroi a ritrovare l'amico misteriosamente scomparso in Africa? (1968)
- Amore mio, aiutami (1969)
- Nell'anno del Signore (1969)
- Il Prof. Dott. Guido Tersilli, primario della clinica Villa Celeste, convenzionata con le mutue (1969)
- Contestazione generale (1970)
- Il presidente del Borgorosso Football Club (1970)
- Le coppie (1970)
- Detenuto in attesa di giudizio (1971)
- Bello, onesto, emigrato Australia sposerebbe compaesana illibata (1971)
- Lo scopone scientifico (1972)
- La più bella serata della mia vita (1972)
- Roma (1972)
- Anastasia mio fratello ovvero il presunto capo dell'anonima assassini (1973)
- Polvere di stelle (1973)
- Finché c'è guerra c'è speranza (1974)
- Di che segno sei? (1975)
- Il comune senso del pudore (1976)
- Quelle strane occasioni (1976)
- Un borghese piccolo piccolo (1977)
- Nová strašidla (I nuovi mostri, 1977)
- Dove vai in vacanza? (1978)
- L'ingorgo (1978)
- Le témoin (1979)
- Il malato immaginario (1979)
- Io e Caterina (1980)
- Il marchese del Grillo (1981)
- Io so che tu sai che io so (1982)
- In viaggio con papà (1982)
- Il tassinaro (1983)
- Bertoldo, Bertoldino e Cacasenno (1984)
- Tutti dentro (1984)
- Sono un fenomeno paranormale' (1985)
- Troppo forte (1985)
- Un tassinaro a New York (1987)
- Una botta di vita (1988)
- I promessi sposi (1989)
- L'avaro (1989)
- In nome del popolo sovrano (1990)
- Vacanze di Natale '91 (1991)
- Assolto per aver commesso il fatto (1992)
- Nestore, l'ultima corsa (1994)
- Romanzo di un giovane povero (1995)
- Incontri proibiti (1998)

## Režisérská filmografie
- Fumo di Londra (1966)
- Scusi, lei è favorevole o contrario? (1966)
- Un italiano in America (1967)
- Amore mio, aiutami (1969)
- Le coppie (1970)
- Polvere di stelle (1973)
- Finché c'è guerra c'è speranza (1974)
- Il comune senso del pudore (1976)
- Dove vai in vacanza? (1978)
- Io e Caterina (1980)
- Io so che tu sai che io so (1982)
- In viaggio con papà (1982)
- Il tassinaro (1983)
- Tutti dentro (1984)
- Un tassinaro a New York (1987)
- Assolto per aver commesso il fatto (1992)
- Nestore, l'ultima corsa (1994)
- Incontri proibiti (1998)

## Diskografie
- You never told me (1966)
- Richmond bridge (1966)
- Ma 'ndo... Hawaii? (1973)